# Carlephyton
Carlephyton es un género de plantas con flores de la familia Araceae. Es originario de Madagascar.

## Descripción
Las tres especies de este género tienen estacionalmente tubérculos latentes.  Las hojas son cordadas. Tiene generalmente de una a tres hojas. The petiole sheath is short. Inflorescences are typical aroids with a spathe and spadix . El peciolo de la vaina es corto. Las inflorescencias son típicas con una espata y espádice.  No tiene ningún apéndice estéril y sus flores, generalmente de una a tres, son unisexuales.  La espata no se contrae y la parte inferior es persistente.  Las bayas suelen ser de color naranja-rojo.  Se sabe que crecen en los bosques tropicales de hoja caducifolia en  suelo de piedra caliza o basalto o en grietas de las rocas.

## Taxonomía
El género fue descrito por Henri Lucien Jumelle y publicado en Ann. Mus. Colon. Marseille, ser. 3, 7: 187. 1919.  La especie tipo es: Carlephyton madagascariense

## Especies
- Carlephyton diegoense
- Carlephyton glaucophyllum
- Carlephyton madagascariense